# Jean-Daniel Akpa Akpro
Jean-Daniel Akpa Akpro (Toulouse, 11 oktober 1992) is een Frans-Ivoriaans voetballer die doorgaans als rechtsback speelt. Hij tekende in februari 2018 bij Salernitana, dat hem transfervrij inlijfde. Akpa Akpro debuteerde in 2014 in het Ivoriaans voetbalelftal.

## Clubcarrière
Akpa Akpro komt uit de jeugdacademie van Toulouse. Hij debuteerde op 6 augustus 2011 tegen AC Ajaccio. Hij viel na 77 minuten in voor Cheikh M'Bengue. Op 28 augustus 2011 versierde hij zijn eerste basisplaats tegen Paris Saint-Germain. In zijn eerste seizoen speelde hij 13 wedstrijden. In zijn tweede seizoen kwam hij in 19 competitiewedstrijden in actie. In 2017 mocht hij vertrekken.
Na een halfjaar zonder club te hebben gezeten tekende Akpa Akpro in 2018 een contract bij Salernitana.

## Clubstatistieken
| Seizoen     | Club                | Competitie  | Competitie | Competitie | Competitie | Beker | Beker | Beker | Europa | Europa | Europa | Totaal | Totaal | Totaal |
| Seizoen     | Club                | Competitie  | Wed.       | Dlp.       | Ass.       | Wed.  | Dlp.  | Ass.  | Wed.   | Dlp.   | Ass.   | Wed.   | Dlp.   | Ass.   |
| ----------- | ------------------- | ----------- | ---------- | ---------- | ---------- | ----- | ----- | ----- | ------ | ------ | ------ | ------ | ------ | ------ |
| 2011/12     | FC Toulouse         | Ligue 1     | 13         | 0          | 0          | 1     | 0     | 0     | —      | —      | —      | 14     | 0      | 0      |
| 2012/13     | FC Toulouse         | Ligue 1     | 19         | 1          | 0          | 3     | 0     | 0     | —      | —      | —      | 22     | 1      | 0      |
| 2013/14     | FC Toulouse         | Ligue 1     | 22         | 1          | 2          | 3     | 0     | 0     | —      | —      | —      | 25     | 1      | 2      |
| 2014/15     | FC Toulouse         | Ligue 1     | 32         | 2          | 3          | 1     | 1     | 0     | —      | —      | —      | 33     | 3      | 3      |
| 2015/16     | FC Toulouse         | Ligue 1     | 33         | 1          | 4          | 3     | 0     | 1     | —      | —      | —      | 36     | 1      | 5      |
| 2016/17     | FC Toulouse         | Ligue 1     | 2          | 0          | 0          | 0     | 0     | 0     | —      | —      | —      | 2      | 0      | 0      |
| Club Totaal | Club Totaal         | Club Totaal | 121        | 5          | 9          | 11    | 1     | 1     | 0      | 0      | 0      | 132    | 6      | 10     |
| 2017/18     | US Salernitana 1919 | Serie B     | 5          | 0          | 0          | 0     | 0     | 0     | —      | —      | —      | 5      | 0      | 0      |
| 2018/19     | US Salernitana 1919 | Serie B     | 23         | 0          | 2          | 0     | 0     | 0     | —      | —      | —      | 23     | 0      | 2      |
| 2019/20     | US Salernitana 1919 | Serie B     | 31         | 2          | 3          | 2     | 0     | 1     | —      | —      | —      | 33     | 2      | 4      |
| Club Totaal | Club Totaal         | Club Totaal | 59         | 2          | 5          | 2     | 0     | 1     | 0      | 0      | 0      | 61     | 2      | 6      |
| 2020/21     | Lazio Roma          | Serie A     | 32         | 0          | 1          | 2     | 0     | 0     | 8      | 1      | 0      | 42     | 1      | 1      |
| 2021/22     | Lazio Roma          | Serie A     | 10         | 0          | 0          | 0     | 0     | 0     | 3      | 0      | 0      | 13     | 0      | 0      |
| Club Totaal | Club Totaal         | Club Totaal | 42         | 0          | 1          | 2     | 0     | 0     | 11     | 1      | 0      | 55     | 1      | 1      |
| 2022/23     | → FC Empoli         | Serie A     | 24         | 1          | 1          | 0     | 0     | 0     | —      | —      | —      | 24     | 1      | 1      |
| Club Totaal | Club Totaal         | Club Totaal | 24         | 1          | 1          | 0     | 0     | 0     | 0      | 0      | 0      | 24     | 1      | 1      |
| 2023/24     | → AC Monza          | Serie A     | 19         | 0          | 0          | 0     | 0     | 0     | —      | —      | —      | 19     | 0      | 0      |
| 2024/25     | → AC Monza          | Serie A     | 14         | 0          | 0          | 0     | 0     | 0     | —      | —      | —      | 14     | 0      | 0      |
| Club Totaal | Club Totaal         | Club Totaal | 33         | 0          | 0          | 0     | 0     | 0     | 0      | 0      | 0      | 33     | 0      | 0      |
| TOTAAL      | TOTAAL              | TOTAAL      | 279        | 8          | 16         | 15    | 1     | 2     | 11     | 1      | 0      | 305    | 10     | 18     |

## Interlandcarrière
Op 15 maart 2013 werd hij door Ivoriaans bondscoach Sabri Lamouche geselecteerd voor het Ivoriaans voetbalelftal. In oktober 2011 werd hij al opgeroepen voor Frankrijk -20. Zijn broer Jean-Louis is ook professioneel voetballer.
| Interlands van Jean-Daniel Akpa Akpro voor Ivoorkust | Interlands van Jean-Daniel Akpa Akpro voor Ivoorkust | Interlands van Jean-Daniel Akpa Akpro voor Ivoorkust | Interlands van Jean-Daniel Akpa Akpro voor Ivoorkust | Interlands van Jean-Daniel Akpa Akpro voor Ivoorkust | Interlands van Jean-Daniel Akpa Akpro voor Ivoorkust |
| №                                                    | Datum                                                | Wedstrijd                                            | Uitslag                                              | Soort wedstrijd                                      | Goals                                                |
| Als speler bij FC Toulouse                           | Als speler bij FC Toulouse                           | Als speler bij FC Toulouse                           | Als speler bij FC Toulouse                           | Als speler bij FC Toulouse                           | Als speler bij FC Toulouse                           |
| ---------------------------------------------------- | ---------------------------------------------------- | ---------------------------------------------------- | ---------------------------------------------------- | ---------------------------------------------------- | ---------------------------------------------------- |
| 1.                                                   | 1 juni 2014                                          | Bosnië & Herzegovina - Ivoorkust                     | 2 - 1                                                | Vriendschappelijk                                    |                                                      |
| 2.                                                   | 10 september 2014                                    | Kameroen - Ivoorkust                                 | 4 - 1                                                | Kwalificatie Afrika Cup 2015                         |                                                      |
| 3.                                                   | 11 oktober 2014                                      | DR Congo - Ivoorkust                                 | 1 - 2                                                | Kwalificatie Afrika Cup 2015                         |                                                      |
| 4.                                                   | 15 oktober 2014                                      | Ivoorkust - DR Congo                                 | 3 - 4                                                | Kwalificatie Afrika Cup 2015                         |                                                      |
| 5.                                                   | 26 maart 2015                                        | Ivoorkust - Angola                                   | 2 - 0                                                | Vriendschappelijk                                    |                                                      |
| 6.                                                   | 29 maart 2015                                        | Ivoorkust - Equatoriaal-Guinea                       | 1 - 1                                                | Vriendschappelijk                                    |                                                      |
| 7.                                                   | 14 juni 2015                                         | Gabon - Ivoorkust                                    | 0 - 0                                                | Vriendschappelijk                                    |                                                      |
| 8.                                                   | 6 september 2015                                     | Sierra Leone - Ivoorkust                             | 0 - 0                                                | Kwalificatie Afrika Cup 2017                         |                                                      |
| 9.                                                   | 9 oktober 2015                                       | Marokko - Ivoorkust                                  | 0 - 1                                                | Vriendschappelijk                                    |                                                      |
| 10.                                                  | 13 november 2015                                     | Liberia - Ivoorkust                                  | 0 - 1                                                | Kwalificatie WK 2018                                 |                                                      |
| 11.                                                  | 17 november 2015                                     | Ivoorkust - Liberia                                  | 3 - 0                                                | Kwalificatie WK 2018                                 |                                                      |
| Als speler bij Lazio Roma                            |                                                      |                                                      |                                                      |                                                      |                                                      |
| 12.                                                  | 8 oktober 2020                                       | België - Ivoorkust                                   | 1 - 1                                                | Vriendschappelijk                                    |                                                      |
| 13.                                                  | 13 oktober 2020                                      | Japan - Ivoorkust                                    | 1 - 0                                                | Vriendschappelijk                                    |                                                      |
| 14.                                                  | 12 november 2020                                     | Ivoorkust - Madagaskar                               | 2 - 1                                                | Kwalificatie Afrika Cup 2021                         |                                                      |
| 15.                                                  | 17 november 2020                                     | Madagaskar - Ivoorkust                               | 1 - 1                                                | Kwalificatie Afrika Cup 2021                         |                                                      |
| 16.                                                  | 30 maart 2021                                        | Ivoorkust - Ethiopië                                 | 3 - 1                                                | Kwalificatie Afrika Cup 2021                         |                                                      |
| 17.                                                  | 6 september 2021                                     | Ivoorkust - Kameroen                                 | 2 - 1                                                | Kwalificatie WK 2022                                 |                                                      |

1 Copa ·
2 Viera ·
3 Boka ·
4 K. Touré ·
5 Zokora ·
6 Drogba ·
7 Akpa-Akpro ·
8 Gradel ·
9 Tioté ·
10 Bony ·
11 Gervinho ·
12 Sio ·
13 Konan ·
14 Kalou ·
15 Die ·
16 Gbohouo ·
17 Aurier ·
18 Djakpa ·
19 Y. Touré ·
20 Diomandé ·
21 Bolly ·
22 Bamba ·
23 Mandé ·
Coach: Lamouchi